# 81. jaktflygdivisionen
81. jaktflygdivisionen även känd som Helge Röd var en jaktflygdivision inom svenska flygvapnet som verkade i olika former åren 1938–1962. Divisionen var baserad på Barkarby flygplats nordväst om Stockholm.

## Historik
Helge Röd var 1. divisionen vid Svea flygflottilj (F 8), eller 81. jaktflygdivisionen inom Flygvapnet, och bildades den 1 oktober 1938. Divisionen blev Flygvapnets och även Sveriges första jaktflygdivision. Divisionen sattes upp vid F 1 i Västerås. Till en början var divisionen beväpnad med J 6 Jaktfalken, J 7 Bristol Bulldog och J 8A Gloster Gladiator. År 1949 gick divisionen in i den så kallade jetåldern genom ombeväpningen till J 28B Vampire. Genom försvarsbeslutet 1958 beslutade riksdagen att Svea flygflottilj skulle avvecklas som ett flygförband, och att flygverksamheten vid jaktdivisionerna skulle upphöra senast den 30 juni 1962.

## Materiel vid förbandet
| Jaktflygplan - 1938–1939: J 6 Jaktfalk - 1938–1939: J 7 - 1938–1940: J 8 - 1940–1946: J 9 - 1945–1950: J 22 - 1949–1953: J 28B Vampire - 1953–1956: J 29B Tunnan - 1956–1962: J 34 Hawker Hunter |

## Förbandschefer
Divisionschefer vid 81. jaktflygdivisionen (Helge Röd) åren 1938–1962.
- 1938–1962: ???

## Anropssignal, beteckning och förläggningsort
| Helge Röd | 1938-10-01 | – | 1962-06-30 |

| 81. jaktflygdivisionen | 1938-10-01 | – | 1962-06-30 |

| Barkarby flygplats (F) | 1938-10-01 | – | 1962-06-30 |